# Lavrio
Lavrio  ili Laurium ili Lavrion (novogrčki: Παλλήνη, starogrčki: Λαύριον)  je grad u jugoistočnome dijelu Atike u Grčkoj.  

## Zemljopis
Grad se nalazi u jugoistočnom dijelu Atike u uvali s pogledom na otok Makronisos. Udaljen je oko 60 km jugoistočno od Atene,  jugoistočno je od Keratea i sjeverno od Souniona.  Administrativno pripada Periferiji Atika i Prefekturi Istočna Atika, središte je općine Lavreotiki.  S Atenom je povezan autocestom i željezničkom prugom, s vlakom pa kasnije metrom se u centar Atene dolazi za jedan sat.

## Povijest
Postao je slavan u klasičnoj antici po svojim rudnicima srebra koji su bili glavni izvor prihoda za atensku državu te korišteni za kovanje srebrnjaka. U suvremena je vremena poznat kao Lavrio ili Lavrion, dok je u prošlosti bio poznat pod nazivima Thorikos i Ergastiri. Koristi se kao morska luka, iako daleko manje važna od obližnjeg Pireja. Rudarski grad Laurium u američkoj saveznoj državi Michigan dobio je ime prema grčkom Lauriumu.

## Gradovi prijatelji
- Mangalia, Rumunjska

## Vanjske poveznice
- Službena stranica (grč.)